# さとみつ男児
さとみつ 男児（さとみつ だんじ　本名:里見満（さとみ みつる）、1969年 - ）は、日本の漫画家、イラストレーターである。京都府出身。神奈川県在住。
2006年10月14日にペンネームを本名である「里見満」から変更した。その前に「悦一」の名義で公表している作品がある。
既婚でバイセクシュアルであることを公表しており、妻はシャンソン歌手の上海マリー（現在ライブ活動は休止中）。
京都嵯峨芸術大学にて日本画を学ぶ。
1992年頃から「週刊ヤングマガジン」（講談社）などへ投稿を始める。
1996年に「BADI」（テラ出版）において『騙された男』でデビュー。
その後、一般青年漫画誌では初めてゲイについてを取り上げた『Rainbowlife』を集英社の青年誌「MANGAオールマン」にて連載し、また「BADI」においてバイセクシュアル・既婚者をテーマにしたエッセイコミック『既婚でバイ』を連載した。
「BADI」、「薔薇族」（第二書房）などのゲイコミック連載を中心に活動していたが、2008年12月号での連載を最後に「BADI」への連載を終了し以降はデジタル配信を中心に活動している。なお、このとき連載中だった『26世紀の恋人たち ～THE CROSSED FUTURE～』は12月号に連載した第10話以降未完のままになっている。

## 略歴
- 1996年（平成8年） - 　『騙された男』でゲイ雑誌デビュー
- 1998年（平成10年） -　『吉祥寺探偵女組』別冊ヤングジャンプで一般誌デビュー
- 2001年（平成13年） -　一般誌で初めてゲイセクシャルを取り上げた『Rainbowlife』を「MANGAオールマン（集英社）」にて掲載。
- 2006年（平成18年） -　ペンネームを現在のさとみつ男児に変更する。
- 2008年（平成20年） -　BADIでの連載を終了し、以降の作品は公式サイトなどを通じデジタル媒体での発行になる。

## 作品リスト
- Rainbowlife
- 既婚でバイ
- B=B=BANG!!
- イッペイチャクラ
- シューマツハゴイッショニ。
- Ladyは御高齢
- 26世紀の恋人たち THE CROSSED FUTURE(第10話まで・未完)